# Holme next the Sea
Holme Next the Sea är en civil parish i Storbritannien.   Den ligger i grevskapet Norfolk och riksdelen England, i den sydöstra delen av landet, 170 km norr om huvudstaden London.